# 油桦
油桦（学名：Betula ovalifolia）为桦木科桦木属下的一个种。

## 扩展阅读
- 維基物種上的相關：油桦